# فيكتور بولوغان
فيكتور بولوغان (بالروسية: Виорел Бологан) (ولد في 14 ديسمبر 1971) لاعب شطرنج مولدوفا يحمل لقب أستاذ كبير.

## الإنجازات
- فاز بأول دورتين من دورة كاربوف بويكوفسكي في 2000، 2001.
- فاز بالمركز الأول بالتعادل بالنقاط في نفس الدورة في 2005 و2015.
- فاز بدورة إيروفلوت المفتوحة للشطرنج ودورة دورتموند غام 2003.
- فاز ببطولة كندا المفتوحة للشطرنج عام 2005.
- فاز بالمركز الأول بالتعادل في إيروفلوت المفتوحة عام 2006، والمركز الثاني في مباراة تحديد الغالب.
- فاز بالمركز الأول بالتعادل في دورة بوزنا عام 2010.
- مثل مولدوفا في أولمبيادات الشطرنج من 1992 إلى 1998 و2002 و2014.

## روابط خارجية
- فيكتور بولوغان على موقع الاتحاد الدولي للشطرنج (الإنجليزية)
- فيكتور بولوغان على موقع مباريات الشطرنج (الإنجليزية)
- فيكتور بولوغان على موقع 365Chess.com (الإنجليزية)
- فيكتور بولوغان على موقع Chesstempo.com (الإنجليزية)
- فيكتور بولوغان سجل أولمبياد الشطرنج على موقع OlimpBase.org (الإنجليزية)